# Пеструшка сливовая
Пеструшка сливовая (лат. Neptis alwina) — дневная бабочка из семейства нимфалид.

## Описание
Длина переднего крыла: самцов 30—35 мм, самок 33—40 мм. Размах крыльев 55—85 мм. Фоновый цвет крыльев чёрно-бурый. На верхней стороне крыльев имеются светлые пятна и перевязи. Оба ряда белых пятен, выходящие к костальному краю крыла, одинаково полные и включают пятна, расположенные между M1 и М2. у самца с белым пятном, а у самки с белым штрихом на вершине переднего крыла. Белый штрих в центральной ячейке переднего крыла по костальному краю неровный. Половой диморфизм не выражен — самка по окраске и рисунку не отличается от самца. Однако, самка крупнее, с более широкими крыльями.

## Ареал
Дальний Восток России (юг Амурской области, Еврейская АО, юг Хабаровского края, Приморье), Китай, Япония, Корейский полуостров.

## Биология
Развивается за год в одном поколении. Время лёта во второй половине июля. Встречаются преимущественно одиночными экземплярами в сосново-абрикосовых и в долинных лесах и чаще в садах. Гусеница питается в июне на древесных и кустарниковых розоцветных, преимущественно на сливах и абрикосах.